# فیلم کودکان

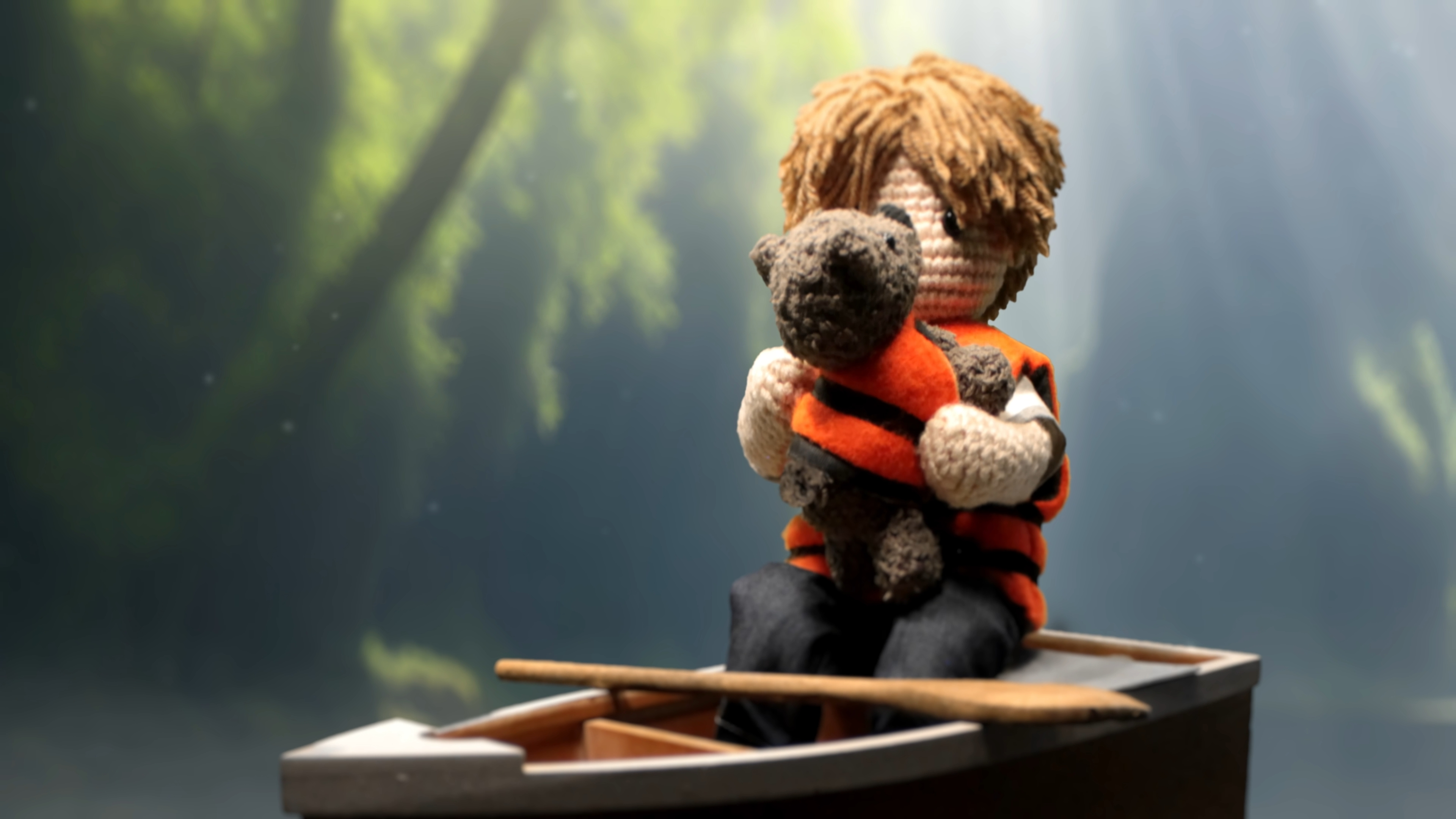
نمایی از یک نمونه فیلم کودکان

فیلم کودکان یا فیلم خانوادگی یک ژانر فیلم است، در چنین فیلم‌هایی بیشتر بازیگران یا بعضی نقش‌های کلیدی توسط کودکان اجرا می‌شوند و داستان و محتوای آن‌ها راجع به دنیای کودکان و چالش‌ها و رفتارهای آنان در خانه و خانواده یا مدرسه و غیره است. فیلم‌های کودکان به‌طور ویژه برای کودکان ساخته می‌شوند نه برای مخاطب عام، هرچند که توسط بزرگسالان هم قابل دیدن هستند؛ در طرف دیگر، فیلم‌های خانوادگی برای تماشا توسط هر دو بزرگسالان و کودکان ساخته می‌شوند.

## بعضی فیلم‌های مشهور کودکان در ایران
ایرانی
- بچه‌های آسمان
- کلاه‌قرمزی و پسرخاله
- اختاپوس (آهوی پیشونی‌سفید)

خارجی
- سرخپوست در گنجه
- تنها در خانه
- تنها در خانه ۲: گم‌شده در نیویورک
- ریچی ریچ
- چارلی و کارخانه شکلات‌سازی
- گارفیلد
- گارفیلد ۲
- دنیس شیطونه
- عزیزم، بچه‌ها را کوچک کردم
- عزیزم، بچه‌ها را بزرگ کردم
- عزیزم، ما خودمان را کوچک کردیم
- ملاقات دیو